# Punta Delgada (Chile)
Punta Delgada es una pequeña localidad en el extremo sur de Chile, cerca de la frontera con Argentina en Monte Aymond, en la Ruta CH-255 entre Punta Arenas y Río Gallegos. Es el principal asentamiento y capital de la comuna de San Gregorio en la provincia de Magallanes. Se encuentra en las coordenadas 52°18′57″S 69°41′28″O / -52.31583, -69.69111.
Muy cerca del poblado se encuentra una terminal de ferry en la Primera Angostura, desde donde se cruza el estrecho de Magallanes hacia la isla Grande de Tierra del Fuego a bordo del Pionero. El Parque Nacional Pali Aike se encuentra 18 km al norte de la ciudad.